# Neefs hammare

Funktionsprinzip (Animation)

Neefs hammare, även kallad Wagners hammare eller Hammaravbrytare är en periodiskt verkande strömbrytare.
Framför en elektromagnet sitter ett ankare, "hammare" av järn, fästat i en fjäder. I öppet läge sluter den en strömkrets som får hammaren att attraheras till magneten och därmed röras mot den. Härigenom bryts kontakten, och magnetismen upphör. Ankaret återvänder därmed till utgångsläget.
Neefs hammare användes främst i elektriska ringklockor. Den används även i induktorer för att åstadkomma periodisk brytning av primärströmmen.